# Бленгейм (Південна Кароліна)
Бленгейм (англ. Blenheim) — місто (англ. town) в США, в окрузі Марльборо штату Південна Кароліна. Населення — 115 осіб (2020).

## Географія
Бленгейм розташований за координатами 34°30′35″ пн. ш. 79°39′9″ зх. д. / 34.50972° пн. ш. 79.65250° зх. д. (34.509758, -79.652486).  За даними Бюро перепису населення США в 2010 році місто мало площу 1,69 км², уся площа — суходіл.

## Демографія
Згідно з переписом 2010 року, у місті мешкали 154 особи в 67 домогосподарствах у складі 38 родин. Густота населення становила 91 особа/км².  Було 78 помешкань (46/км²).
Расовий склад населення:
| - 56,5 % — білих - 37,7 % — чорних або афроамериканців - 1,9 % — корінних американців |

До двох чи більше рас належало 3,9 %. Частка іспаномовних становила 0,0 % від усіх жителів.
За віковим діапазоном населення розподілялося таким чином: 23,4 % — особи молодші 18 років, 61,7 % — особи у віці 18—64 років, 14,9 % — особи у віці 65 років та старші. Медіана віку мешканця становила 45,0 року. На 100 осіб жіночої статі у місті припадало 79,1 чоловіків;  на 100 жінок у віці від 18 років та старших — 78,8 чоловіків також старших 18 років.
Середній дохід на одне домашнє господарство  становив 49 671 долар США (медіана — 34 250), а середній дохід на одну сім'ю — 63 583 долари (медіана — 44 063). За межею бідності перебувало 9,5 % осіб, у тому числі 0,0 % дітей у віці до 18 років та 12,0 % осіб у віці 65 років та старших.
Цивільне працевлаштоване населення становило 61 особа. Основні галузі зайнятості: освіта, охорона здоров'я та соціальна допомога — 26,2 %, публічна адміністрація — 21,3 %, виробництво — 14,8 %, транспорт — 13,1 %.